# Phyllomyias reiseri
A Phyllomyias reiseri a madarak (Aves) osztályának verébalakúak (Passeriformes) rendjébe és a királygébicsfélék (Tyrannidae) családjába tartozó faj.

## Rendszerezése
A fajt Carl Edward Hellmayr osztrák ornitológus írta le 1905-ben. Egyes szervezetek a Xanthomyias nembe sorolják Xanthomyias reiseri néven.

## Előfordulása
Dél-Amerikában, Brazília és Paraguay területén honos. Természetes élőhelyei a szubtrópusi és trópusi síkvidéki esőerdők és száraz erdők. Állandó, nem vonuló faj.

## Megjelenése
Testhossza 11 centiméter, testtömege 7-8 gramm.

## Természetvédelmi helyzete
Az elterjedési területe nagyon nagy, egyedszáma ugyan csökken, de még nem éri el a kritikus szintet. A Természetvédelmi Világszövetség Vörös listáján nem fenyegetett fajként szerepel.